# Vicente Loduca
Vicente Loduca (Italia, 1888-París, 28 de noviembre de 1932) fue un bandoneonista, compositor y director de orquesta que se dedicó al género del tango. Fue uno de los primeros músicos de tango que difundió el género en la década de 1910 en París y desarrollo luego su actividad en Argentina.

## Primeros años
Era hijo de Saverio Loduca y Miquela Di Franco y sus padres lo llevaron a Argentina de niño de  Italia radicándose en el pueblo de Escobar  donde vivieron en una amplia casa que se ubicaba en la calle Entre Ríos – luego Dr. Travi – al 556 , entre Juan P. Asborno e Hipólito Irigoyen. Años después Loduca se casó con una  vecina de Escobar, Juana Beliera.

## Actividad artística
Empezó a estudiar música con el maestro Ángel Pastore, de Buenos Aires, a quien más adelante le dedicó uno de sus tangos. Hizo sus primeras actuaciones públicas en Escobar en dúos o trío en  la primera década de 1900 en algunos cafés y burdeles.
Luego se trasladó a vivir en el barrio de La Boca en Buenos Aires y hay informaciones que dan cuenta de la actividad musical de Loduca en Argentina en la primera década del siglo XX; Horacio Ferrer refirió una temprana actuación de Loduca a dúo con, Guillermo Barbieri, el guitarrista de Carlos Gardel en 1908, Horacio Salas da cuenta que por esa época Francisco Canaro actuó en un trío con Samuel Castriota y Loduca en el Café Royal de La Boca en la esquina de Suárez y Necochea. y el mismo Canaro en sus Memorias relató cuando a la salida del local los increpó revólver en mano por causa de una mujer un individuo con fama de guapo y además punguista a quien llamaban “El Ñato Campana” y Loduca sacó un arma sin que los dos disparos que se oyeron hirieran a nadie.
En 1912 trabajó en el Café de los Loros, ubicado en Corrientes y Medrano, que debía su apelativo a que era frecuentado por los conductores de la primera compañía de  tranvías de Buenos Aires que fundara Federico Lacroze  que vestían uniformes de color verde cuya estación terminal estaba en las cercanías. Lo hacía en un sexteto, con el también bandoneonista Augusto Berto, el violinista Francisco Canaro, el flautista José Fuster, el guitarrista Vicente Salerno y el contrabajista Rodolfo Duclós.
También trabajó en una academia de baile con el pianista Celestino Ferrer, el violinista Eduardo Monelos y el también violinista José Senito y, poco después, en agosto de 1913, emprendió viaje a París con los dos primeros, contando con el apoyo económico de Alberto López Buchardo.
En esa ciudad Loduca participó en la etapa inicial de la difusión del tango en la que estuvieron Los Gobbi enviados por la casa Gath y Chaves para hacer grabaciones a comercializar en Argentina, Carlos Geroni Flores, Enrique Saborido, entre otros. Integró el primer conjunto orquestal de tango que tocó allí, un trío con Celestino Ferrer y Eduardo Monelos, acompañados por los bailarines Casimiro Aín y su compañera Martina.Con distintas denominaciones -Orquesta Típica Loduca, Rondalla Ferrer dirigida por Loduca, Orquesta Loduca, Ferrer, Monelos- ese año grabaron para el sello Pathé 29 discos que contenían 58 temas. En 1913 Loduca grabó su tango “El argentino”, en solo de bandoneón. TTT Sem En París comenzaron actuando en el cabaré Princesse, de la Rue Fontane n.º 6 bis, que más adelante se llamó “El Garrón”. Al iniciarse la Primera Guerra Mundial viajaron a los Estados Unidos donde estuvieron varios meses antes de regresar a Argentina.
En 1914 hizo 15 grabaciones para RCA Victor. En 1917 en Buenos Aires grabó para la misma discográfica 6 títulos como orquesta típica Vicente Loduca, nombre al cual se añadía  en la etiqueta de “dos bandoneones Loduca-Fresedo”. En el conjunto además de Loduca estaban los violinistas Canaro o y Julio Doutry, el pianista José Martínez y el contrabajista Ruperto Leopoldo Thompson además, por supuesto, de los bandonenistas Loduca y Osvaldo Fresedo. En 1918 siguieron grabando e hicieron otros 28 temas.

## Compositor
Como compositor no dejó una gran producción ni tampoco obras que perduraran con éxito, y solamente cuando se toca el tema de los tangos prostibularios, se nombra al instrumental Sacudime la persiana, que su conjunto registró en 1913. Tampoco hay grabaciones de temas suyos por otras formaciones, salvo el tango Peligro oculto, que Osvaldo Fresedo registró en 1923. Algunas de sus otras composiciones fueron El Argentino, Juanita, Alma atravesada y Quique.
Murió en París, en el Hospital Bichat-Claude Bernard el 28 de noviembre de 1932.